# Cannibals
Cannibals è un brano musicale di Mark Knopfler, distribuito come singolo nel 1996.
La canzone presenta marcate influenze cajun; essa fu proposta dal vivo – con l'aggiunta di estese sezioni strumentali – durante le tournée The First Solo Tour e Kill to Get Crimson World Tour.
Il singolo ha raggiunto la 42ª posizione delle classifiche nel Regno Unito.